# Abu-l-Qàssim Alí ibn Hàssan
Abu-l-Qàssim Alí ibn Hàssan ibn Muhàmmad ibn Abi-Hanifa fou visir de l'atabeg de Luristan Xams-ad-Dawla Ghazi Beg Aydoqmuix.
És conegut únicament pel fet que se li va dedicar una versió simplificada, redactada per Abu-l-Xaraf Nassih ibn Dhafar ibn Sad Djorbadkandi, de la història de Sebüktigin de Gazni anomenada At-taʾrīẖ al-yamīnī, escrita per al-Utbí.